# Siriano (doutor)
Siriano (em latim: Syrianus) foi um médico bizantino do começo do século V. Esteve ativo no norte da África, provavelmente em Cirene, e era amigo do autor Sinésio e familiarizado com Quilas.